# آگوست ولمر
آگوست ولمر (انگلیسی: August Vollmer; ۷ مارس ۱۸۷۶ – ۴ نوامبر ۱۹۵۵) پرسنل نظامی و از برندگان جایزه آکادمی ملی علوم بود.
او نخستین رئیس پلیس برکلی، کالیفرنیا و شخصیت برجسته در توسعه زمینه دادرسی کیفری در ایالات متحده در اوایل قرن بیستم بود. وی به عنوان «پدر پلیس مدرن» توصیف شده‌است. ولمر در معرفی اصلاحات پلیس در اوایل قرن بیستم، نقش مؤثر ایفا کرد، که به‌طور فزاینده ای ادارات پلیس را در ایالات متحده نظامی می‌کرد. وولمر، جانباز جنگ اسپانیا و آمریکا در فیلیپین و جنگ فیلیپین-آمریکا، اصلاحاتی را ارائه داد که منعکس کننده تجربیات وی در ارتش آمریکا بود.

## زندگی
ولمر در نیو اورلئان از والدینی از مهاجرهای آلمانی، جان و فیلوپین (کلوند) ولمر متولد شد. پس از مرگ پدر، مادرش به مدت دو سال به همراه فرزندان خود به آلمان بازگشت و پس از آن در سال ۱۸۸۶ به نیواورلئان بازگشت، و پس از آن تصمیم گرفت خانواده خود را به سان فرانسیسکو منتقل کند.
اوت قبل از ۲۰ سالگی، به سازماندهی آتش‌نشانی شمال برکلی کمک کرد و در سال ۱۸۹۷ به او مدال آتش‌نشان برکلی اعطا شد. در سال ۱۸۹۸، اوت در تفنگداران دریایی ایالات متحده شرکت کرد و در ۲۵ جنگ در جنگ اسپانیا و آمریکا در فیلیپین جنگید. ولمر در اوت ۱۸۹۹ ارتش را ترک کرد و به برکلی بازگشت. در مارس ۱۹۰۰، او شروع به کار برای اداره پست محلی کرد.